# Hassi El Ferid (délégation)
Hassi El Ferid (arabe : حاسي الفريد) est une délégation tunisienne dépendant du gouvernorat de Kasserine.
En 2004, elle compte 16 890 habitants dont 8 494 hommes et 8 396 femmes répartis dans 3 215 ménages et 3 681 logements. En 2014, la population est passée à 19 400 habitants. 